# جيمس بيس

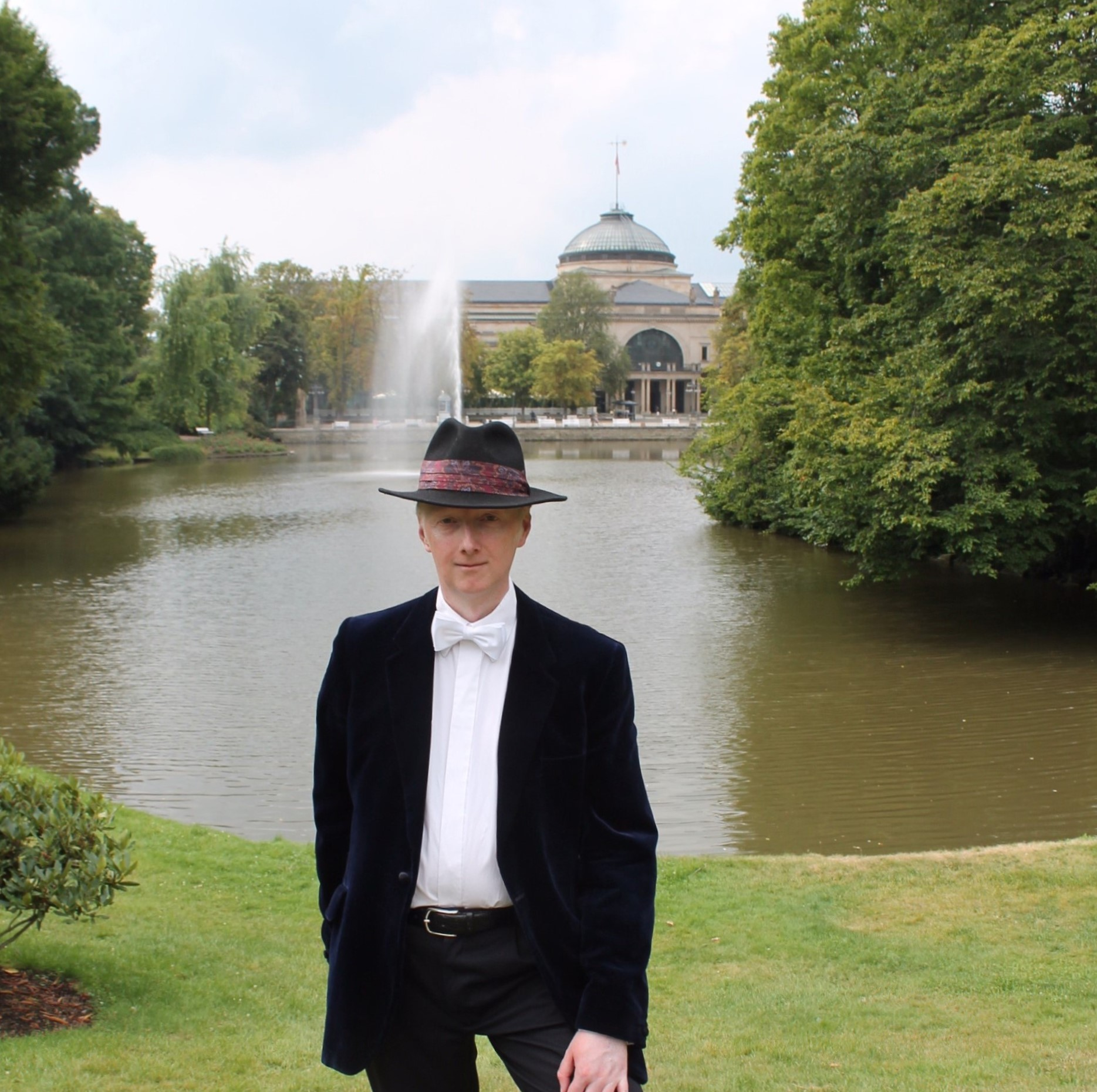
جيمس بيس في فيسبادن

كِنِث جيمس بيس (بالإنجليزية: Kenneth James Peace ). وُلِد في بيزلي في 28 سبتمبر 1963. وهو مؤلف موسيقي اسكتلندي وعازف بيانو وفنان تشكيلي.

## السيرة الذاتية
ولد جيمس بيس في بيزلي، اسكتلندا، في 28 سبتمبر 1963. وأمضى معظم طفولته في هيلينسبورغ، وهي منتجع ساحلي في غرب اسكتلندا. تضم عائلته العديد من الفنانين (مثل جون مَغِي)، ومن أقاربه أيضًا فيلكس برنز، وهو من مشاهير ملحني موسيقى الرقص في النصف الأول من القرن العشرين. تلقى جيمس بيس دروسًا في العزف على البيانو من سن الثامنة، وكان أول عرض جماهيري له في سن الرابعة عشرة، حيث عزف موسيقى سكوت جوبلين. وفي السادسة عشرة من عمره تم قبوله في الأكاديمية الملكية الاسكتلندية للموسيقى والدراما (تسمى الآن: المعهد الملكي في اسكتلندا) فأصبح بذلك أصغر طالب متفرغ في تاريخ الأكاديمية. وفي عام 1983 تخرج من جامعة جلاسكو بدرجة البكالوريوس في تدريس البيانو. وفي العام التالي حصل على دبلوم في الأداء الموسيقي بعد عزف كونشرتو البيانو رقم 1 لمندلسون مع أوركسترا RSAMD. وبعد إتمامه الدراسة الرسمية، أصبح عازف بيانو يكثر عليه الطلب ، وعاش في إدنبرة 1988-1991.
أقام جيمس بيس في باد نوهايم بألمانيا من 1991-2009. ومنذ عام 1998، قام بدراسة التانغو، وأنتج أسطوانة Tango escocés (التانغو الاسكتلندي) من مؤلفات البيانو الخاصة به المستوحاة من التانغو، وفي عام 2002 أصبح عضوًا فخريًا في كلية فيكتوريا للموسيقى. في نفس العام ذهب في جولات للعزف المنفرد في شمال ألمانيا في سبتمبر/
أكتوبر والشرق الأقصى في نوفمبر، حيث قدم أول أداء لمقطوعته تانغو سبعة عشر في هونج كونج.
وفي السنوات التالية، تركزت عروضه في أوروبا. قام بأداء مقطوعات التانغو التي ألفها في العواصم التالية: أمستردام وأثينا وبرلين وبروكسل وهلسنكي ولشبونة ولندن ومدريد وأوسلو وريكيافيك] وفيينا.
في عام 2008 أصبح عضوًا فخريًا في كلية لندن للموسيقى تقديراً لإسهاماته في التانغو.
وبعد فترة قصيرة في إدنبرة عاد في فبراير 2010 إلى ألمانيا ليعيش في فيسبادن. أدى ذلك إلى إلهامات إبداعية جديدة وقام بعمل أفلام قصيرة لبعض مؤلفاته الخاصة. الفيلم الوثائقي "جيمس بيس في فيسبادن" هو من بين أعماله في هذا النوع.

## الجوائز
الجائزة الأولى، مسابقة أغنيس ميلار، غلاسكو 1983
الجائزة الأولى، مسابقة Dunbartonshire EIS، غلاسكو 1984
جائزة Sibelius Essay، غلاسكو 1985
الدبلوم الفخري، مسابقة TIM الدولية للتأليف، روما 2000
دبلوم فخري، مؤسسة IBLA، نيويورك 2002
الميدالية التذكارية من الرابطة الدولية للبيانو الثنائي، طوكيو 2002
الميدالية الذهبية من الأكاديمية الدولية "لوتيس" بباريس 2005

## أهم المقطوعات
الشلال
القصائد الرعوية
صباح سيريناد
دموع صامتة
أوراق الشجر المنسية
سوناتا الأوبوا
بالاد
سيرمونيال مارش (مسيرة المراسم الاحتفالية) رقم 1
سيرمونيال مارش (مسيرة المراسم الاحتفالية) رقم 2
ذهب الخريف
الأغنية الأبدية
"من أجل جورجيا" (باللغة الجورجية: საქართველოსთვის)
(كلمات: تمار تشيكفيدزه، زوراب تشيكفيدزه وجيمس بيس)
24 مقطوعة تانغو للبيانو المنفرد

## روابط خارجية
Souvenir de Buenos Aires - للبيانو المنفرد - يوتيوب
Autumn Gold - يوتيوب
Lento Lacrimoso - يوتيوب